# Paus Celestinus V
De H. Celestinus V, geboren als Pietro del Morrone (Isernia, 1215 – Fumone, 19 mei 1296) was paus gedurende zes maanden van het jaar 1294. In het Latijn luidt zijn naam Coelestinus of Caelestinus.
Celestinus was een uitzonderlijk en kortstondig Fremdkörper in het laat-dertiende-eeuwse, door rijkdom en politieke en juridische belangenverstrengeling verscheurde pausdom. De monnik-kluizenaar Pietro del Morrone was ziener en behoorde tot een broederschap van kluizenaars die gelieerd was aan de radicale franciscanen die opkwamen tegen de rijkdom en wereldlijke macht van de Kerk. Hij aanvaardde het ambt op 5 juli 1294 op hoge leeftijd, en koos de naam Celestinus. Na twee jaar touwtrekken volgend op de dood van Nicolaas IV was er eindelijk een nieuwe paus.
Celestinus V leek de ultieme vervulling van het verlangen naar een Papa Angelicus, een uitgesproken heilige en onwereldse paus die de Kerk kon hervormen en ontdoen van politieke invloeden, en de wereld kon voorbereiden op de wederkomst van Christus. Waar directe voorgangers van Celestinus hun morele geloofwaardigheid op het spel hadden gezet door hun voornaamste spirituele wapens in te zetten voor politieke doeleinden, leek er nu sprake van een neutrale en uitgesproken charismatische paus.
Celestinus was echter niet opgewassen tegen de financiële en politieke complexiteiten van het pausambt, die hij niet met de voor hem gebruikelijke wapens van gebed en vasten het hoofd kon bieden. Zes maanden na zijn aantreden deed hij op 13 december 1294 afstand van zijn ambt in het Castel Nuovo in Napels. Zijn abdicatietoespraak was geschreven door kardinaal Gaetani, die hem als Bonifatius VIII zou opvolgen, en hem van advies had gediend met betrekking tot de rechtmatigheid van zijn aftreden.  Om moeilijkheden (vooral van de zijde van de Spiritualen) te voorkomen, hield Bonifatius VIII zijn voorganger tot zijn dood in verzekerde, kloosterlijke, bewaring in het kasteel van Fumone.  Bijgestaan door twee monniken van zijn orde stierf Celestinus daar op 81-jarige leeftijd.
Celestinus werd op 5 mei 1313 heilig verklaard.

## Wetenswaardigheden
- Paus Celestinus was oprichter van de Celestijnen.
- Dante Alighieri ‘strafte’ Celestinus V postuum voor zijn abdicatie door hem in zijn meesterwerk La Divina Commedia in de eerste cirkel van de hel te plaatsen, vanwege zijn ‘grote weigering’.
- Paus Benedictus XVI, die ook als paus aftrad, bezocht het graf van paus Celestinus V tweemaal.